# Bernard Barrow
Bernard Barrow (New York, 30 december 1927 – aldaar, 4 augustus 1993) was een Amerikaans acteur, professor drama en toneelregisseur
Barrow was ook actief onder de namen Bernard E. Barrow en Bernie Barrow.

## Biografie
Barrow heeft gestudeerd aan de Universiteit van Syracuse in New York en haalde in 1947 zijn bachelor. Hierna haalde hij in 1948 zijn master aan de Columbia-universiteit in New York en in 1957 haalde hij zijn doctoraat aan de Yale-universiteit in New Haven (Connecticut). Na zijn studeren heeft hij meer dan dertig jaar les gegeven in drama aan de Brooklyn College in New York en heeft in zijn carrière ook toneelspellen geregisseerd in lokale theaters.
Barrow begon in 1966 met acteren in de televisieserie The Edge of Night. Hierna heeft hij nog meerdere rollen gespeeld in televisieseries en films, het meest bekend is hij van zijn rol als Johnny Ryan in de televisieserie Ryan's Hope waarin hij in ruim 800 afleveringen speelde (1975 – 1989).
Barrow heeft tot zijn dood als acteur gewerkt, hij stierf op 4 augustus 1993 aan longkanker in zijn woonplaats New York.

## Prijzen[2]
- 1992 Daytime Emmy Awards in de categorie Uitstekende Acteur in een Drama Serie met de televisieserie Loving – genomineerd.
- 1991 Daytime Emmy Awards in de categorie Uitstekende Acteur in een Drama Serie met de televisieserie Loving – gewonnen.
- 1989 Soap Opera Digest Award in de categorie Uitstekende Acteur in een Drama Serie met de televisieserie Ryan's Hope – genomineerd.
- 1988 Daytime Emmy Awards in de categorie Uitstekende Acteur in een Drama Serie met de televisieserie Ryan's Hope – genomineerd.
- 1979 Daytime Emmy Awards in de categorie Uitstekende Acteur in een Drama Serie met de televisieserie Ryan's Hope – genomineerd.

## Filmografie[3]

### Films
- 1987 Sweet Lorraine – als mr. Rosenfeld
- 1985 Invasion U.S.A. – als manager van supermarkt
- 1983 The Survivors – als manager van tv-station
- 1981 Senior Trip – als Nathan Aldrich
- 1980 Jane Austen in Manhattan – als mr. Polsen
- 1979 Women at West Point – als commandant
- 1974 Claudine – als mr. Winograd
- 1973 Serpico – als inspecteur Roy Palmer
- 1972 Glass Houses – als ??
- 1968 Rachel, Rachel – als Leighton Siddley

### Televisieseries
Uitgezonderd eenmalige gastrollen.
- 1990 – 1993 Loving – als Louie Slavinsky - 158 afl.
- 1975 – 1989 Ryan's Hope – als Johnny Ryan – 845 afl.
- 1968 The Doctors - als verslaggever - 2 afl.

- Library of Congress Control Number: no2016165739
- Virtual International Authority File: 1226148451595615970005
- WorldCat: E39PBJjMyXt88ykDjVbrjm9Yyd